# Lugasson
Lugasson (okzitanisch Lugaçon) ist eine französische Gemeinde mit 319 Einwohnern (Stand: 1. Januar 2022) im Département Gironde in der Region Nouvelle-Aquitaine (vor 2016 Aquitaine). Sie gehört zum Arrondissement Langon und zum Kanton L’Entre-deux-Mers. Die Einwohner werden Lugassonnais genannt.

## Geographie
Lugasson liegt im Weinbaugebiet Entre deux mers, etwa 37 Kilometer ostsüdöstlich von Bordeaux und 25 Kilometer nordnordöstlich von Langon. An der westlichen Gemeindegrenze verläuft der Fluss Engranne. Umgeben wird Lugasson von den Nachbargemeinden Jugazan im Norden, Blasimon im Osten, Frontenac im Süden, Cessac im Südwesten, Courpiac im Westen sowie Bellefond im Nordwesten.

## Bevölkerungsentwicklung
| Jahr                       | 1962 | 1968 | 1975 | 1982 | 1990 | 1999 | 2009 | 2020 |
| Einwohner                  | 330  | 306  | 271  | 282  | 255  | 237  | 274  | 308  |
| Quellen: Cassini und INSEE |      |      |      |      |      |      |      |      |

## Sehenswürdigkeiten
- Menhire von Pontaret und Allée couverte von Roquefort
- Kirche Saint-Martin, seit 1925 Monument historique
- Keltenkreuz aus dem 19. Jahrhundert

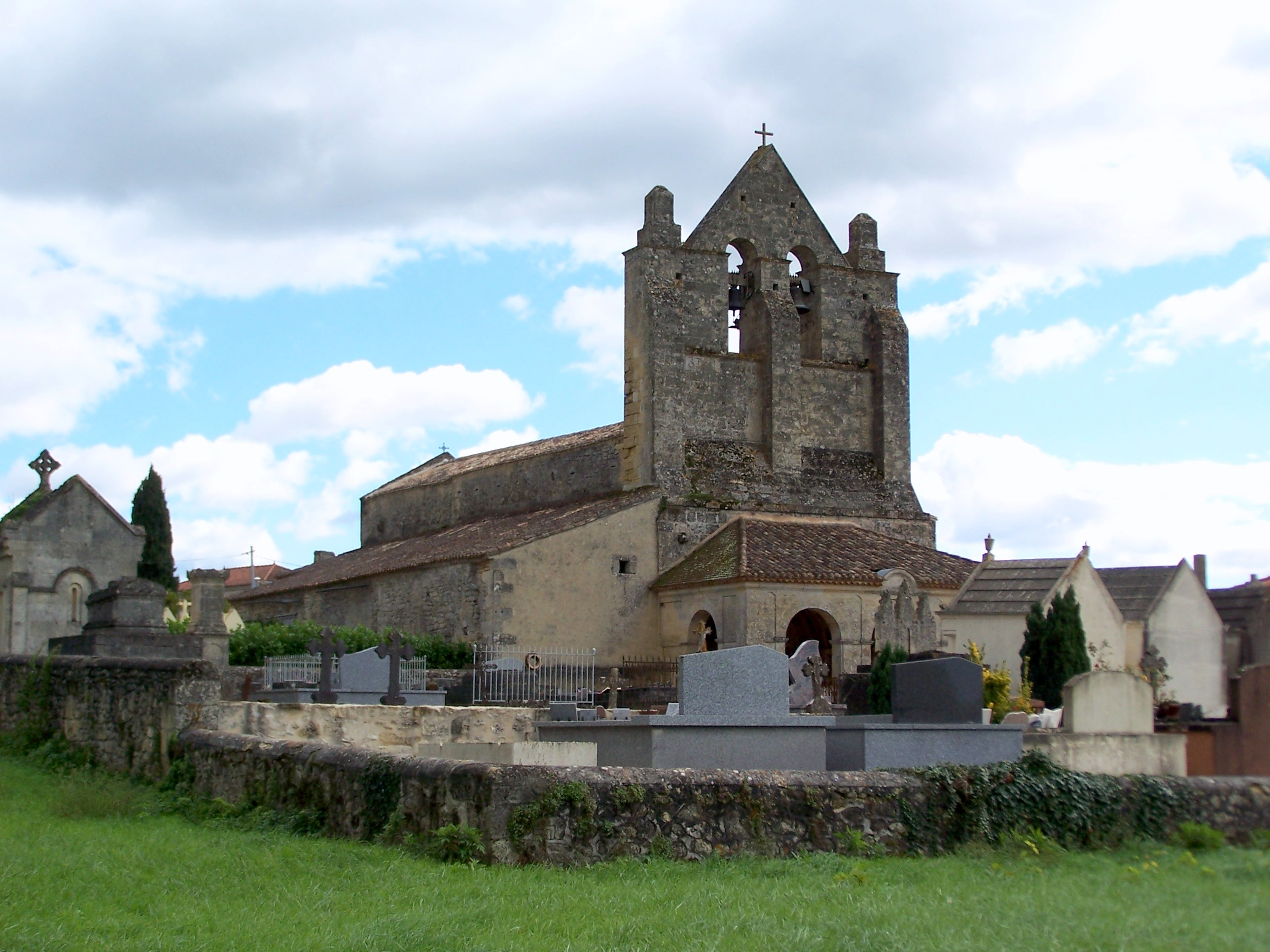
Kirche Saint-Martin
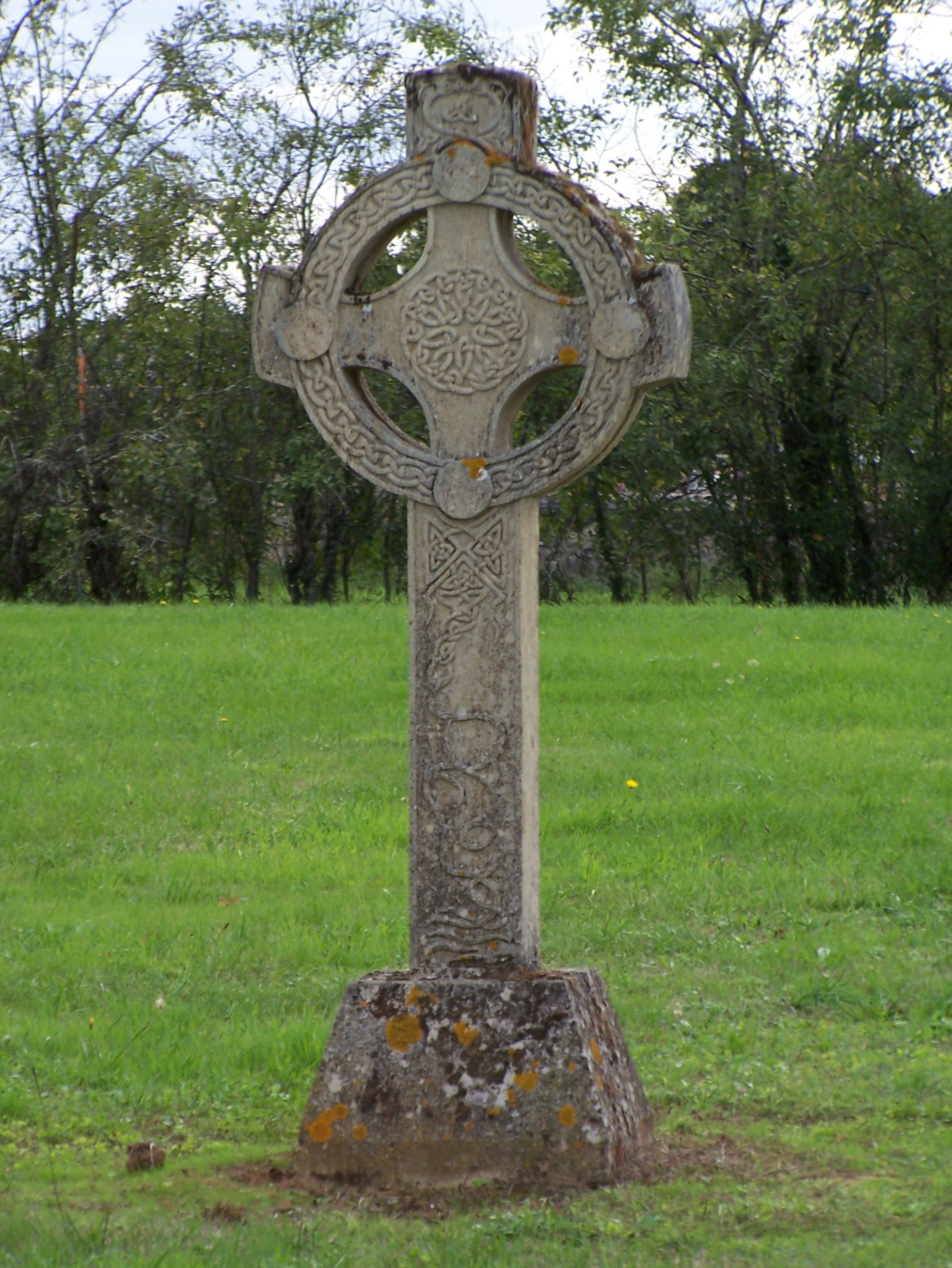
Keltenkreuz
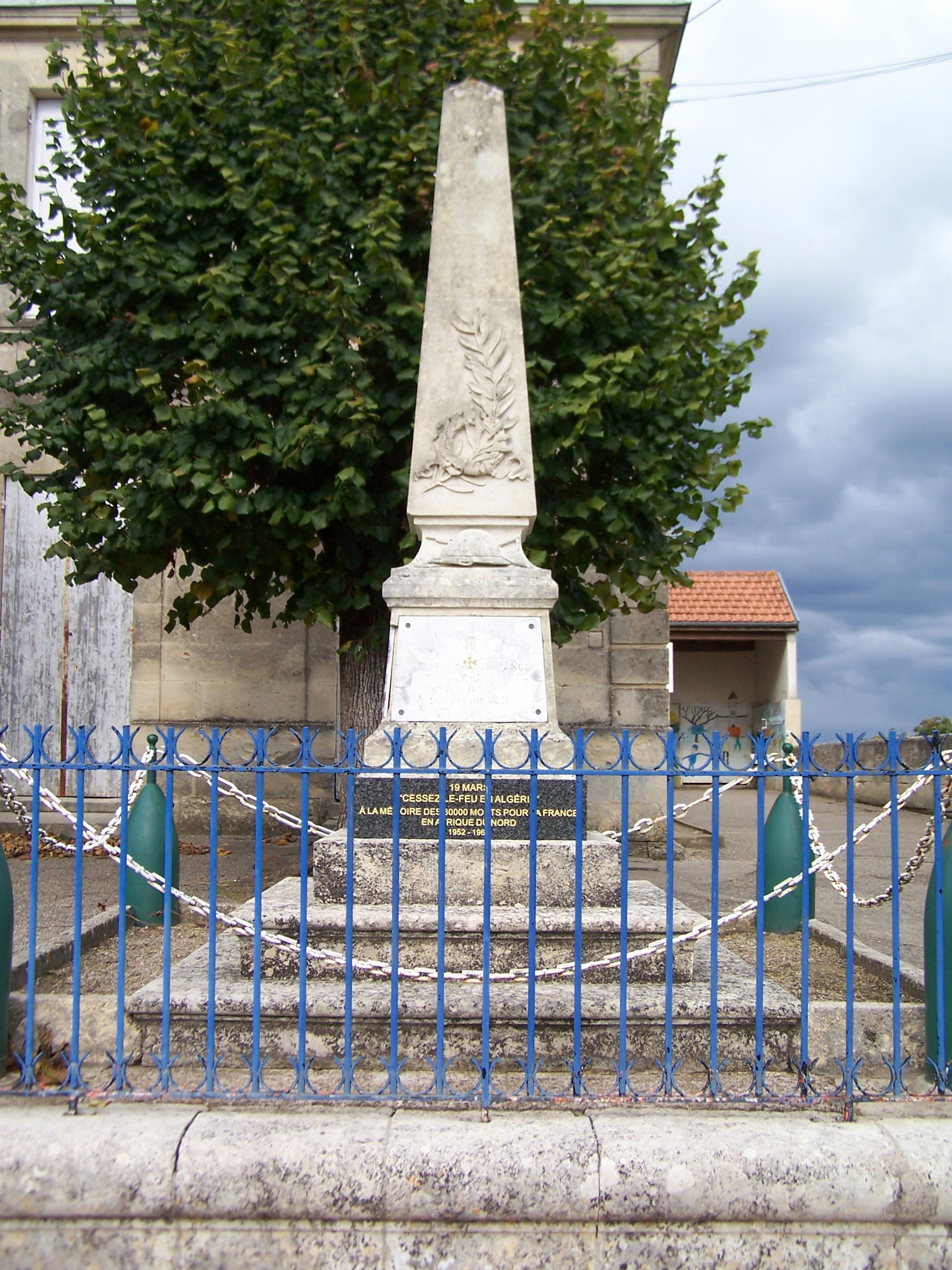
Gefallenendenkmal